# 马尔赛 (滨海夏朗德省)
马尔赛（法語：Marsais，法語發音：[maʁsɛ]）是法国滨海夏朗德省的一个市镇，位于该省北部，属于罗什福尔区。

## 地理
马尔赛（46°7'32"N, 0°35'58"W）面积23.98 平方千米，位于法国新阿基坦大区滨海夏朗德省，该省份为法国西部滨海省份，北起旺代省，西临大西洋，南至吉倫特省，东南接多爾多涅省，东北接德塞夫勒省接壤，东临夏朗德省。
与马尔赛接壤的市镇（或旧市镇、城区）包括：贝尔奈圣马尔坦、米尼翁河畔德伊、圣费利、圣马尔、圣萨蒂南迪布瓦、瓦勒迪米尼翁。

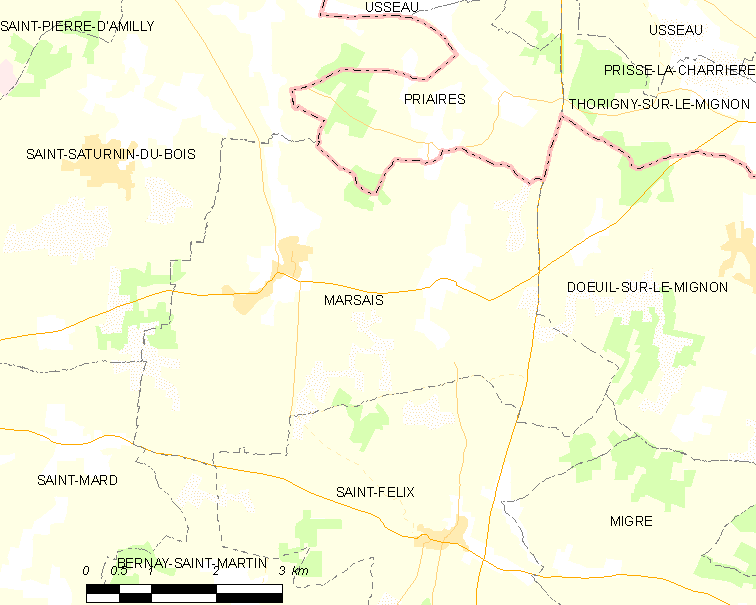
的OSM定位图

马尔赛的时区为UTC+01:00、UTC+02:00（夏令时）。

## 行政
马尔赛的邮政编码为17700，INSEE市镇编码为17221。

## 政治
马尔赛所属的省级选区为叙热尔县。

## 人口

1962-2008年间人口变化图示

马尔赛于2022年1月1日时的人口数量为956人。